# 聖瑪麗亞達斯巴雷拉斯

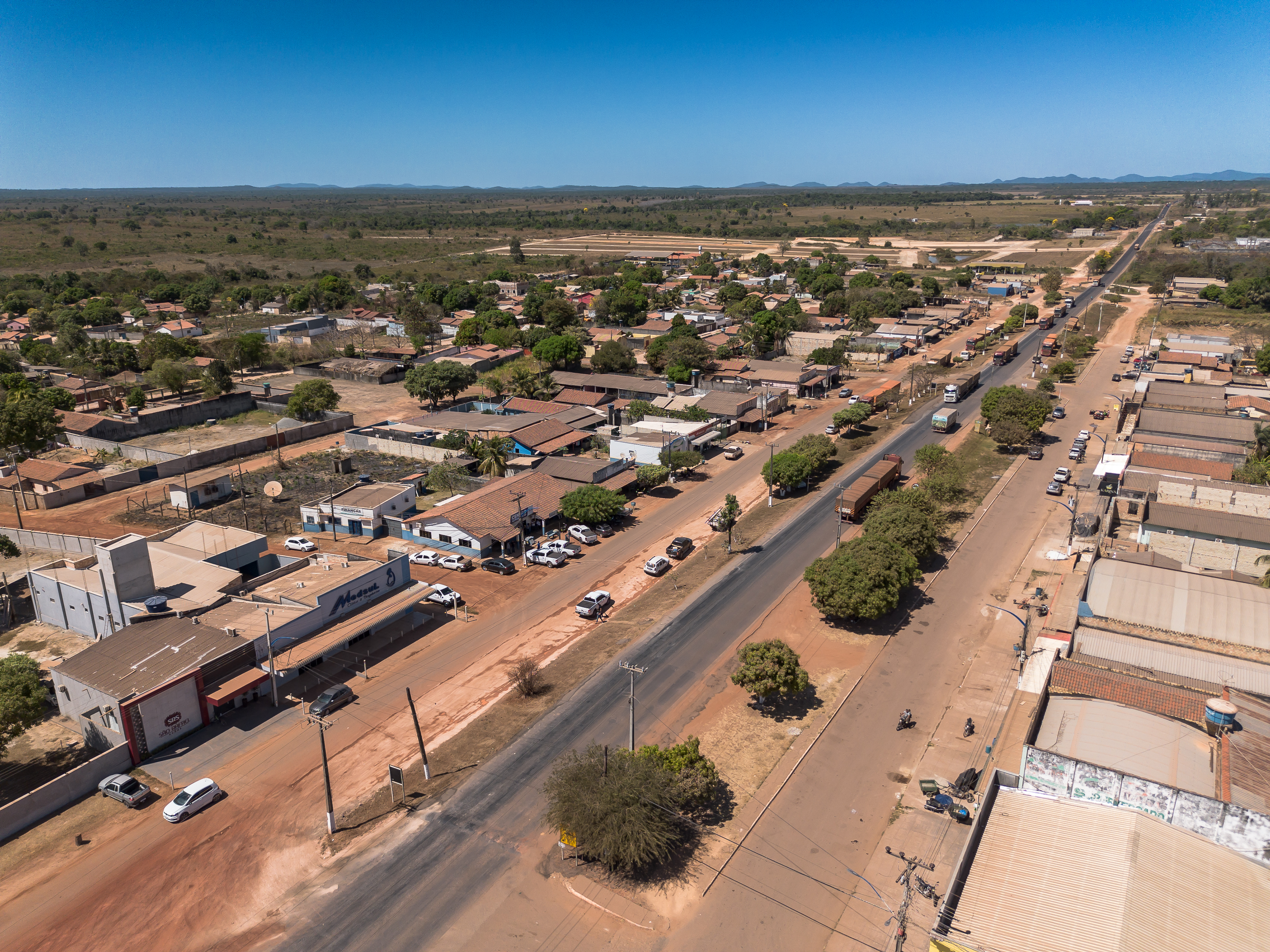
聖瑪麗亞達斯巴雷拉斯

8°51′18″S 49°43′19″W / 8.85500°S 49.72194°W
聖瑪麗亞達斯巴雷拉斯（葡萄牙語：Santa Maria das Barreiras），是巴西的城鎮，位於該國北部，由帕拉州負責管轄，始建於1892年，面積10,330平方公里，海拔高度150米，2012年人口18,150，人口密度每平方公里1.76人。